# Vlag van Melick en Herkenbosch

Vlag van de gemeente
Melick en Herkenbosch
(tot 1991)

De vlag van Melick en Herkenbosch is op onbekende datum vastgesteld als de gemeentelijke vlag van de gemeente Melick en Herkenbosch in de Nederlandse provincie Limburg. Sinds 1 januari 1991 is de vlag niet langer als gemeentevlag in gebruik omdat de gemeente Melick en Herkenbosch toen opging in de gemeente Roerdalen. De vlag kan als volgt worden beschreven:
Twee banen van gelijke lengte van rood en wit, de scheiding van de banen golvend; met op de scheiding op het rood een half schuinkruis, in het wit overgaand in twee gekruiste pijlen, de punten naar de vlucht wijzend, van het een in het ander.
De kleuren zijn ontleend aan het gemeentewapen. De golvende verticale scheiding, het kruis en de pijlen geven een rivier aan en een grens die verdedigd moet worden.

## Verwante afbeelding

Wapen van Melick en Herkenbosch

Ambt Montfort 
· Amby 
· Arcen en Velden 
· Baexem 
· Beegden 
· Belfeld 
· Bemelen 
· Berg en Terblijt 
· Bocholtz 
· Born 
· Broekhuizen 
· Cadier en Keer 
· Echt 
· Eijsden 
· Elsloo 
· Eygelshoven 
· Geleen 
· Grathem 
· Grubbenvorst 
· Haelen 
· Heel 
· Heel en Panheel 
· Heer 
· Helden 
· Herten
· Heythuysen 
· Hoensbroek 
· Horn 
· Horst 
· Hulsberg 
· Hunsel 
· Kessel 
· Klimmen 
· Limbricht 
· Linne 
· Maasbracht 
· Maasbree 
· Margraten 
· Meerlo-Wanssum 
· Meijel 
· Melick en Herkenbosch 
· Montfort 
· Munstergeleen 
· Neer 
· Nieuwenhagen 
· Nieuwstadt 
· Nuth 
· Ohé en Laak 
· Onderbanken 
· Ottersum 
· Posterholt 
· Roggel 
· Roggel en Neer 
· Schaesberg 
· Schinnen 
· Sevenum 
· Sint Odiliënberg 
· Sittard 
· Stevensweert 
· Stramproy 
· Susteren 
· Swalmen 
· Tegelen 
· Thorn 
· Ubach over Worms 
· Ulestraten 
· Urmond 
· Valkenburg-Houthem 
· Vlodrop 
· Wessem 
· Wittem